# Santo Agelli
Santo Agelli (anche Sante; Forlì, aprile 1773 – Forlì, 10 gennaio 1859) è stato un letterato italiano.

## Biografia
Canonico capitolare, si distinse come teologo, letterato, filologo e grammatico e fu membro dell'Accademia dei Filergiti.
Fu inoltre impegnato nella vita pubblica come Segretario di Prefettura del Regno d'Italia e come Prefetto degli Studi dopo la Restaurazione.
Pubblicò diverse opere, tra cui una traduzione della Satira XIII di Giovenale e Il Deposito, in versi sciolti; altre, rimaste inedite, sono conservate nella Biblioteca civica di Forlì.
Attratto dal movimento risorgimentale, fu amico di Melchior Missirini e Piero Maroncelli con i quali intrattenne degli epistolari.
Era fratello del pittore Paolo Agelli. 